# Hallel
Hallel (in ebraico הלל ‎?, "Lode") è una preghiera ebraica — una recitazione fedele dei Salmi 113–118  —  che viene usata per lodare e ringraziare ed è recitata dagli ebrei osservanti durante le Festività ebraiche.

## Origine ed etimologia
- Halleluyah
- Salmi
- Tetragramma biblico

## Berakhah necessaria
Quando si recita per intero, qui presentata in lingua italiana e traslitterazione ebraica, si dice la seguente Berakhah:
"Benedetto sii Tu, HaShem, Dio nostro, Re del Mondo, che ci ha santificato con i Suoi precetti e ci ha permesso di completare l'Hallel"
Traslitterazione dall'ebraico:
Barukh Attah Ad. E-lokeinu Melekh ha'Olam, Asher Qideshanu beMizvotaiv veZivanu Ligmor et-Hallel (quando non si recita per intero si sostituisce la parola Ligmor con Liqrò; secondo alcuni non si recita alcuna Berakhah per l'Hallel abbreviato)

## Struttura dell'Hallel
Hallel comprende sei Salmi (113–118), che vengono detti durante occasioni festive e gioiose. In tali occasioni, Hallel viene di solito cantato ad alta voce come parte di Shachrit (il servizio liturgico mattutino), dopo lo Shemoneh Esreh ("I Diciotto", preghiera principale).

### Di Pesach
I primi due salmi 113-114 sono cantati prima del pasto e gli altri quattro dopo il pasto.

## Perché no a Purim?
Non si recitano Hallel per il Purim, nonostante il fatto che ricordi un miracolo di salvezza, per diverse ragioni:
- Il miracolo non accadde nella Terra di Israele e, per le feste minori, solo quelli avvenuti a Israele meritano una recitazione di Hallel.
- Anche dopo il Miracolo del Purim, gli ebrei rimasero quasi come "schiavi" dell'Impero persiano, mentre per la Hanukkah, quale risultato della vittoria dei Maccabei, gli ebrei riacquistarono la libertà e indipendenza dai re seleucidi.
- Leggere il Libro di Ester è considerato un sostituto dello Hallel.

## Composizioni di musica

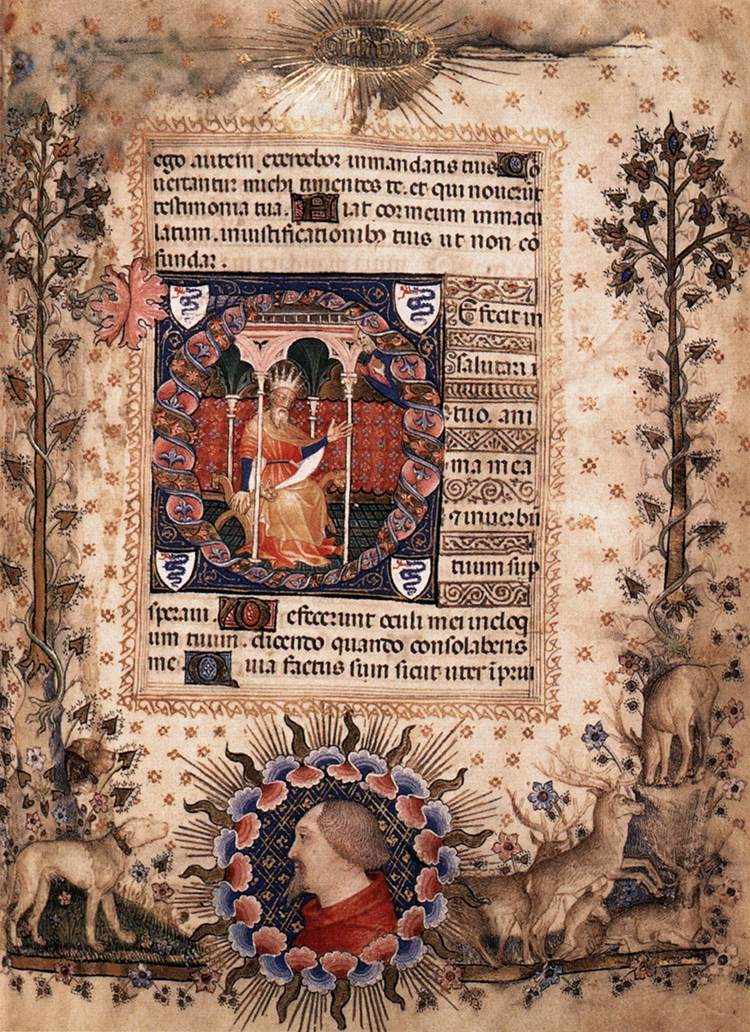
Giovannino de' Grassi, Salmo 118-81, Biblioteca Nazionale, Firenze.

I salmi dello Hallel sono stati musicati molte volte, tra cui:
Salmo 113 113
- Josquin des Prez

Salmo 117 117
- Antonio Vivaldi

Salmo 118 118
- Léonin
- Pérotin

Il direttore d'orchestra e compositore statunitense Michael Isaacson ha scritto uno Hallel completo per il Coro SATB intitolato An American Hallel con interpolazioni di gratitudine espresse da americani del passato e del presente. È stato presentato in anteprima dalla Corale Carolina Master diretta da Tim Koch nell'autunno del 2009.
Inoltre, il cantautore Sam Glaser ha messo in musica i Salmi sul suo recente CD Hallel.

## Minaghim ed Halakhot
Il nome "Hallel" viene normalmente applicato ai Salmi 113–118. Per maggior precisione la preghiera viene chiamata anche "Hallel egiziano"; si vedano di seguito i seguenti usi:
- il Salmo 136[8], noto anche come "Il Grande Hallel", fu probabilmente recitato come antifona nel culto del Tempio.
- Nella liturgia ebraica il Grande Hallel viene detto al pasto di Pesach dopo l'Hallel Minore. Nel ritornello viene sempre ripetuto il riferimento al costante amore divino (vedi Osea 2:19[9])[10]

Segue continuando ad esprimere lode per la misericordia di Dio su tutto e tutti, e finisce con l'esortazione a lodarLo sempre.
- Un'altra sequenza di Hallel, che fa parte dello Pesukei Dezimra nelle preghiere mattutine, comprende i Salmi 145-150[12].[13]
- Come durante Musaf, con l'Hallel non si possono indossare i Tefillin anche se alcuni li indossano in alcuni giorni Pesach ma certamente non durante la stessa Musaf.

### Halakhah per le Tefillot
Alcune Halakhot per l'Hallel sono:
- per intero con Berakhah i primi due giorni e le prime due sere ed i primi due giorni di Yom Tov di Pesach (anche durante il Seder), i giorni di Shavuot, i nove di Sukkot e Shemini Atzeret e gli 8 giorni di Channukah;
- saltando alcune parti in Rosh Chodesh, dal terzo giorno all'ottavo di Pesach (in Diaspora).